# Мюллер, Курт (антифашист)
Курт Мю́ллер (нем. Kurt Müller; 2 февраля 1903, Берлин — 26 июня 1944, Бранденбург-на-Хафеле) — плотник, антифашист, член движения Сопротивления во время Второй мировой войны, член организации «Красная капелла», брат Ильзы Штёбе.

## Биография
Курт Мюллер родился 2 февраля 1903 года в Берлине, в Германской империи. В 1933 году во время погромов, устроенных нацистскими штурмовиками, был арестован ими и избит (ему сломали челюсть). Вместе с сестрой и её женихом Рудольфом Гернштадтом оказывал материальную и техническую помощь движению сопротивления. Вступил в контакт с находившейся в подполье Коммунистической партией Германии. Когда в сентябре 1942 года его сестра, а затем и его мать были арестованы, скрылся. Он сохранил контакты с коммунистами и движением сопротивления. Предоставил основные материалы о структуре военного производства для проведения акций саботажа. Принял участие ряде встреч и совещаний группы Европейский союз. Занимался копированием антифашистских брошюр. Помогал укрываться жертвам нацистских репрессий.
Пытаясь укрыть семью евреев, в сентябре 1943 года он был арестован гестапо. В тюрьме гестапо в Берлине из-за пыток утратил зрение.
Второй палатой народного суда, вместе с другими членами группы Европейский союз, в апреле 1944 года был признан виновным в государственной измене и приговорен к высшей мере наказания.
Курт Мюллер был казнён в Бранденбурге-на-Хафеле 26 июня 1944 года.